# Catedral Evangélica Reformada
La Catedral Evangélica Reformada, originalmente la Iglesia Reformada de Clinton Avenue, es una iglesia histórica ubicada en 27 Lincoln Park y Halsey Street en el vecindario Lincoln Park de Newark en el condado de Essex, Nueva Jersey (Estados Unidos). Se agregó al Registro Nacional de Lugares Históricos el 26 de octubre de 1972 por su importancia en la arquitectura y la religión. Se agregó como propiedad contribuyente al distrito histórico de Lincoln Park el 5 de enero de 1984.

## Historia y descripción
La iglesia fue diseñada por el arquitecto Thomas A. Roberts en estilo neogótico. Fue construido entre 1868 y 1872. Construido con piedra arenisca de color claro, cuenta con una torre cuadrada alta con una aguja de broche.